# Acalolepta hingstoni
Acalolepta hingstoni là một loài bọ cánh cứng trong họ Cerambycidae.